# ویرجینیا بریساک

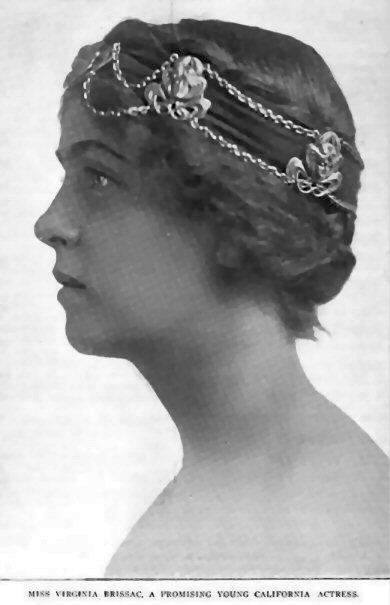
ویرجینیا بریساک در سال ۱۹۰۴ میلادی

ویرجینیا بریساک (انگلیسی: Virginia Alice Brisac؛ ۱۱ ژوئن ۱۸۸۳ – ۲۶ ژوئیهٔ ۱۹۷۹) یک هنرپیشه اهل ایالات متحده آمریکا بود. ماری شاو خاله وی بود.

## بخشی از فیلمشناسی
از فیلم‌ها یا برنامه‌های تلویزیونی که وی در آن نقش داشته‌است می‌توان به آثار زیر اشاره کرد.
- دو نفر علیه دنیا (فیلم ۱۹۳۶) (۱۹۳۶) در نقش Marion Sims
- جسی جیمز (فیلم ۱۹۳۹) (۱۹۳۹) در نقش Boy's Mother
- بال‌های نیروی دریایی (۱۹۳۹) در نقش Nurse (درعنوان‌بندی‌نیامده)
- پیروزی سیاه (۱۹۳۹) در نقش Martha
- آقای لینکلن جوان (۱۹۳۹) در نقش Peach Pie Baker (درعنوان‌بندی‌نیامده)
- دستری دوباره می‌راند (۱۹۳۹) در نقش Sophie Claggett
- جمعه سیاه (فیلم ۱۹۴۰) (۱۹۴۰) در نقش Mrs. Margaret Kingsley
- همه اینها به‌اضافه بهشت (۱۹۴۰) در نقش Nun (درعنوان‌بندی‌نیامده)
- دروغ بزرگ (فیلم) (۱۹۴۱) در نقش Sadie
- در لباسی خیره‌کننده (فیلم ۱۹۴۱) (۱۹۴۱) در نقش Lynne Evans, alias Emily the Maid
- روباه‌های کوچک (فیلم) (۱۹۴۱) در نقش Mrs. Hewitt
- یک پا در بهشت (۱۹۴۱) در نقش Mrs. Jellison (درعنوان‌بندی‌نیامده)
- سایه یک شک (۱۹۴۳) در نقش Mrs. Phillips (درعنوان‌بندی‌نیامده)
- درختی در بروکلین می‌روید (۱۹۴۵) در نقش Miss Tilford (درعنوان‌بندی‌نیامده)
- دلهره عشق (فیلم ۱۹۴۵) (۱۹۴۵) در نقش Ms. McKenzie (درعنوان‌بندی‌نیامده)
- افسونگر (فیلم ۱۹۴۵) (۱۹۴۵) در نقش Martha - the Governor's Wife
- خواهر کنی (۱۹۴۶) در نقش Mrs. Johnson (درعنوان‌بندی‌نیامده)
- موسیو وردو (۱۹۴۷) در نقش Carlotta Couvais
- تعطیلات تابستانی (فیلم ۱۹۴۸) (۱۹۴۸) در نقش Miss Hawley
- گودال مار (۱۹۴۸) در نقش Miss Seiffert
- تنش (فیلم) (۱۹۴۹) در نقش Mrs. Andrews (درعنوان‌بندی‌نیامده)
- دوجینش ارزان‌تر است (فیلم ۱۹۵۰) (۱۹۵۰) در نقش Mrs. Benson (درعنوان‌بندی‌نیامده)
- اتاق مدیرعامل (۱۹۵۴) در نقش Edith Alderson
- درباره خانم لزلی (۱۹۵۴) در نقش Mrs. Poole
- شورش بی‌دلیل (۱۹۵۵) در نقش Mrs. Stark, Jim's Grandmother (آخرین نقش سینمایی)